# IC 4165
IC 4165 ist eine Spiralgalaxie vom Hubble-Typ Sc im Sternbild Jagdhunde am Nordsternhimmel, die schätzungsweise 370 Millionen Lichtjahre von der Milchstraße entfernt ist.
Das Objekt wurde am 21. März 1903 von Max Wolf entdeckt.